# 吉祥院 (さいたま市北区)
吉祥院（きちじょういん）は、埼玉県さいたま市北区にある真言宗智山派の寺院。

## 歴史
創建年代は不明である。ただ江戸時代前期に1706年（宝永3年）寂の栄秀によって中興されたこと、栄秀が第9世住職であることから、江戸時代以前には既に存在していたものと推測される。
幕末期に寺子屋が開かれていた。そのこともあり、1873年（明治6年）に加茂学校（現・さいたま市立宮原小学校）の仮校舎となっている。加茂学校は1883年（明治16年）に現在地に移転している。初代と3代校長の墓が当寺にある。

## 交通アクセス
- 東宮原駅より徒歩8分。